# 新比斯開省

新比斯開省

新比斯開省（英語：Nueva Vizcaya Province），是一個位於菲律賓呂宋島的內陸省份。首府為巴雲邦。

根據地圖顯示方位，其位於呂宋島的北部，向北的位置為伊富高省；向西的位置為本格特省；向東的位置為季里諾省；向南的位置則是面對新怡詩夏省。

## 簡介
- 隸屬地區：卡加延河谷
- 時區：GMT+8
- 使用語言：英語、他加祿語、Ilokano、Gadang
- 人口：397,837人[1]
- 面積：4,373.8平方公里